# Mistrzostwa Japonii w Łyżwiarstwie Figurowym 2023
Mistrzostwa Japonii w łyżwiarstwie figurowym 2023 – 91. edycja zawodów mające na celu wyłonienie najlepszych łyżwiarzy figurowych w Japonii. W ramach mistrzostw Japonii rozgrywano m.in.:
- Mistrzostwa Japonii Seniorów – 21–25 grudnia 2022 w Kadomie,
- Mistrzostwa Japonii Juniorów – 25–27 listopada 2022 w Hitachinace.

## Wyniki

### Kategoria seniorów

#### Soliści
| Poz.                                 | Zawodnik             | Nota łączna | SP | SP     | FS | FS     |
| ------------------------------------ | -------------------- | ----------- | -- | ------ | -- | ------ |
| 1                                    | Shōma Uno            | 291,73      | 1  | 100,45 | 1  | 191,28 |
| 2                                    | Koshiro Shimada      | 252,56      | 2  | 87,69  | 6  | 164,87 |
| 3                                    | Kazuki Tomono        | 250,84      | 4  | 85,43  | 4  | 165,41 |
| 4                                    | Shun Satō            | 249,64      | 5  | 81,78  | 3  | 167,86 |
| 5                                    | Sōta Yamamoto        | 245,41      | 3  | 86,89  | 7  | 158,52 |
| 6                                    | Kao Miura            | 242,55      | 13 | 71,12  | 2  | 171,43 |
| 7                                    | Sumitada Moriguchi   | 241,63      | 10 | 76,31  | 5  | 165,32 |
| 8                                    | Yuma Kagiyama        | 237,83      | 6  | 81,39  | 8  | 156,44 |
| 9                                    | Tatsuya Tsuboi       | 221,17      | 11 | 74,84  | 9  | 146,33 |
| 10                                   | Nozomu Yoshioka      | 220,43      | 7  | 80,85  | 11 | 139,58 |
| 11                                   | Shunsuke Nakamura    | 218,08      | 8  | 77,74  | 10 | 140,34 |
| 12                                   | Sena Miyake          | 216,10      | 9  | 76,69  | 12 | 139,41 |
| 13                                   | Taichiro Yamakuma    | 206,25      | 12 | 74,41  | 15 | 131,84 |
| 14                                   | Kosho Oshima         | 202,44      | 16 | 66,44  | 13 | 136,00 |
| 15                                   | Haruya Sasaki        | 199,95      | 19 | 64,73  | 14 | 135,22 |
| 16                                   | Shingo Nishiyama     | 197,81      | 17 | 66,43  | 16 | 131,38 |
| 17                                   | Tsudoi Suto          | 190,38      | 22 | 61,36  | 17 | 129,02 |
| 18                                   | Haru Kakiuchi        | 187,97      | 21 | 61,42  | 18 | 126,55 |
| 19                                   | Takeru Amine Kataise | 185,40      | 14 | 70,05  | 21 | 115,35 |
| 20                                   | Kazuki Kushida       | 181,81      | 24 | 59,98  | 19 | 121,83 |
| 21                                   | Lucas Tsuyoshi Honda | 180,87      | 20 | 62,48  | 20 | 118,39 |
| 22                                   | Kazuki Hasegawa      | 179,61      | 18 | 64,94  | 22 | 114,67 |
| 23                                   | Seigo Tauchi         | 173,60      | 15 | 66,76  | 24 | 106,84 |
| 24                                   | Mitsuki Sumoto       | 172,40      | 23 | 61,07  | 23 | 111,33 |
| Nie awansowali do programu dowolnego |                      |             |    |        |    |        |
| 25                                   | Yuto Kishina         | 58,73       | 25 | 58,73  | NQ | NQ     |
| 26                                   | Rio Nakata           | 57,74       | 26 | 57,74  | NQ | NQ     |
| 27                                   | Takumi Sugiyama      | 54,28       | 27 | 54,28  | NQ | NQ     |
| 28                                   | Shogo Hikosaka       | 49,81       | 28 | 49,81  | NQ | NQ     |
| 29                                   | Shun Kobayashi       | 47,37       | 29 | 47,37  | NQ | NQ     |
| 30                                   | Haruki Mishima       | 38,87       | 30 | 38,87  | NQ | NQ     |

#### Solistki
| Poz.                                 | Zawodniczka     | Nota łączna | SP | SP    | FS | FS     |
| ------------------------------------ | --------------- | ----------- | -- | ----- | -- | ------ |
| 1                                    | Kaori Sakamoto  | 233,05      | 1  | 77,79 | 1  | 155,26 |
| 2                                    | Mai Mihara      | 219,93      | 2  | 74,70 | 2  | 145,23 |
| 3                                    | Mao Shimada     | 202,79      | 4  | 70,28 | 5  | 132,51 |
| 4                                    | Ami Nakai       | 201,49      | 8  | 64,07 | 4  | 137,42 |
| 5                                    | Mone Chiba      | 200,12      | 3  | 71,06 | 7  | 129,06 |
| 6                                    | Hana Yoshida    | 197,21      | 14 | 59,49 | 3  | 137,72 |
| 7                                    | Yuna Aoki       | 191,89      | 10 | 62,48 | 6  | 129,41 |
| 8                                    | Ikura Kushida   | 190,58      | 9  | 63,29 | 10 | 127,29 |
| 9                                    | Mana Kawabe     | 190,44      | 6  | 64,51 | 11 | 125,93 |
| 10                                   | Ayumi Shibayama | 189,09      | 7  | 64,37 | 12 | 124,72 |
| 11                                   | Rika Kihira     | 188,62      | 11 | 60,43 | 8  | 128,19 |
| 12                                   | Rinka Watanabe  | 183,99      | 18 | 56,23 | 9  | 127,76 |
| 13                                   | Rino Matsuike   | 179,85      | 20 | 56,01 | 13 | 123,84 |
| 14                                   | Rion Sumiyoshi  | 178,03      | 17 | 57,38 | 14 | 120,65 |
| 15                                   | Saki Miyake     | 175,38      | 5  | 66,29 | 16 | 109,09 |
| 16                                   | Mako Yamashita  | 172,96      | 22 | 54,98 | 15 | 117,98 |
| 17                                   | Haruna Murakami | 163,76      | 15 | 59,23 | 19 | 104,53 |
| 18                                   | Hina Takeno     | 163,39      | 19 | 56,15 | 17 | 107,24 |
| 19                                   | Yuhana Yokoi    | 161,87      | 12 | 59,78 | 20 | 102,09 |
| 20                                   | Miyabi Oba      | 159,94      | 13 | 59,77 | 21 | 100,17 |
| 21                                   | Yo Takagi       | 158,86      | 16 | 58,87 | 22 | 99,99  |
| 22                                   | Maria Egawa     | 158,39      | 23 | 52,83 | 18 | 105,56 |
| 23                                   | Akari Matsubara | 152,22      | 24 | 52,45 | 23 | 99,77  |
| 24                                   | Niina Takeno    | 152,14      | 21 | 55,49 | 24 | 96,65  |
| Nie awansowały do programu dowolnego |                 |             |    |       |    |        |
| 25                                   | Ibuki Sato      | 52,27       | 25 | 52,27 | NQ | NQ     |
| 26                                   | Marin Honda     | 51,81       | 26 | 51,81 | NQ | NQ     |
| 27                                   | Yurina Okuno    | 49,29       | 27 | 49,29 | NQ | NQ     |
| 28                                   | Chikako Saigusa | 46,73       | 28 | 46,73 | NQ | NQ     |
| 29                                   | Shiika Yoshioka | 44,75       | 29 | 44,75 | NQ | NQ     |

#### Pary sportowe
| Poz. | Zawodnicy                            | Nota łączna | SP | SP    | FS | FS     |
| ---- | ------------------------------------ | ----------- | -- | ----- | -- | ------ |
| 1    | Haruna Murakami / Sumitada Moriguchi | 162,07      | 1  | 54,21 | 1  | 107,86 |

#### Pary taneczne
| Poz. | Zawodnicy                         | Nota łączna | RD | RD    | FD | FD     |
| ---- | --------------------------------- | ----------- | -- | ----- | -- | ------ |
| 1    | Kana Muramoto / Daisuke Takahashi | 186,61      | 1  | 77,70 | 1  | 108,91 |
| 2    | Misato Komatsubara / Tim Koleto   | 175,10      | 2  | 69,96 | 2  | 105,41 |
| 3    | Nicole Takahashi / Shiloh Judd    | 130,26      | 3  | 52,01 | 4  | 78,25  |
| 4    | Akari Kinoshita / Takahiko Tamura | 128,69      | 4  | 49,72 | 3  | 78,97  |
| 5    | Saiko Kikuchi / Yoshimitsu Ikeda  | 103,78      | 6  | 42,41 | 5  | 61,37  |
| 6    | Haruno Yajima / Tsutomu Matsui    | 96,44       | 5  | 43,63 | 6  | 52,81  |